# Scelidocteus lamottei
Scelidocteus lamottei är en spindelart som beskrevs av Jean-François Jézéquel 1964. Scelidocteus lamottei ingår i släktet Scelidocteus och familjen Palpimanidae.
Artens utbredningsområde är Elfenbenskusten. Inga underarter finns listade i Catalogue of Life.